# Pulilan
Pulilan, Tagalog: Bayan ng Pulilan, ist eine philippinische Stadtgemeinde in der Provinz Bulacan, in der Verwaltungsregion III, Central Luzon. Nach dem Zensus von 2015 hatte Pulilan 97.323 Einwohner, die in 19 Barangays lebten. Sie wird als Gemeinde der ersten Einkommensklasse auf den Philippinen und als urbanisiert eingestuft.
Pulilans Nachbargemeinden sind Apalit im Norden, Baliuag im Osten, Plaridel im Süden und Calumpit im Westen. Die Topographie der Stadt ist gekennzeichnet durch das Flachland der zentralen Luzon-Tiefebene.
In der Gemeinde befindet sich ein Campus der Polytechnic University of the Philippines.

## Weblinks

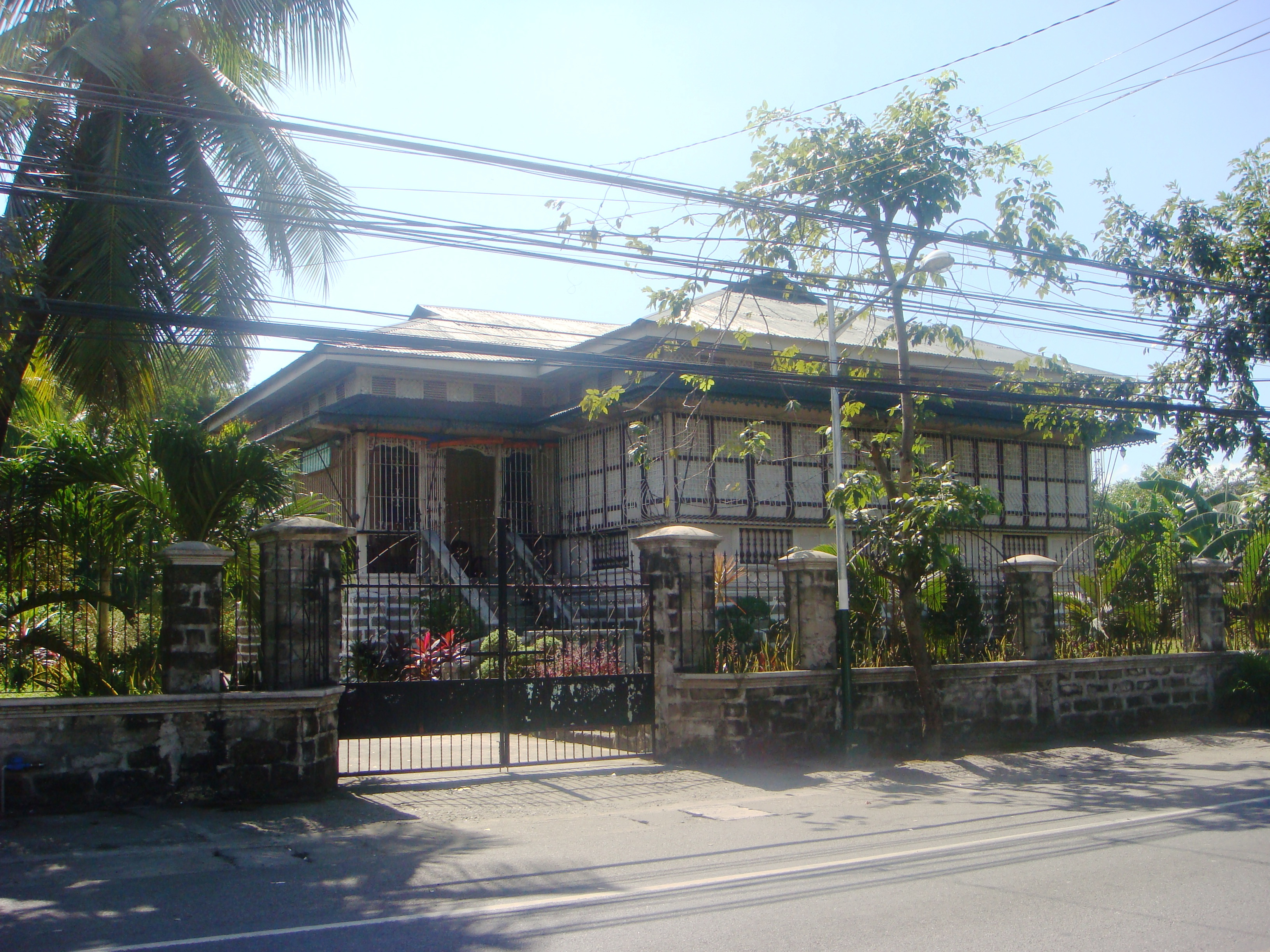
Historisches Haus des Adriano Salvador (Poblacion)
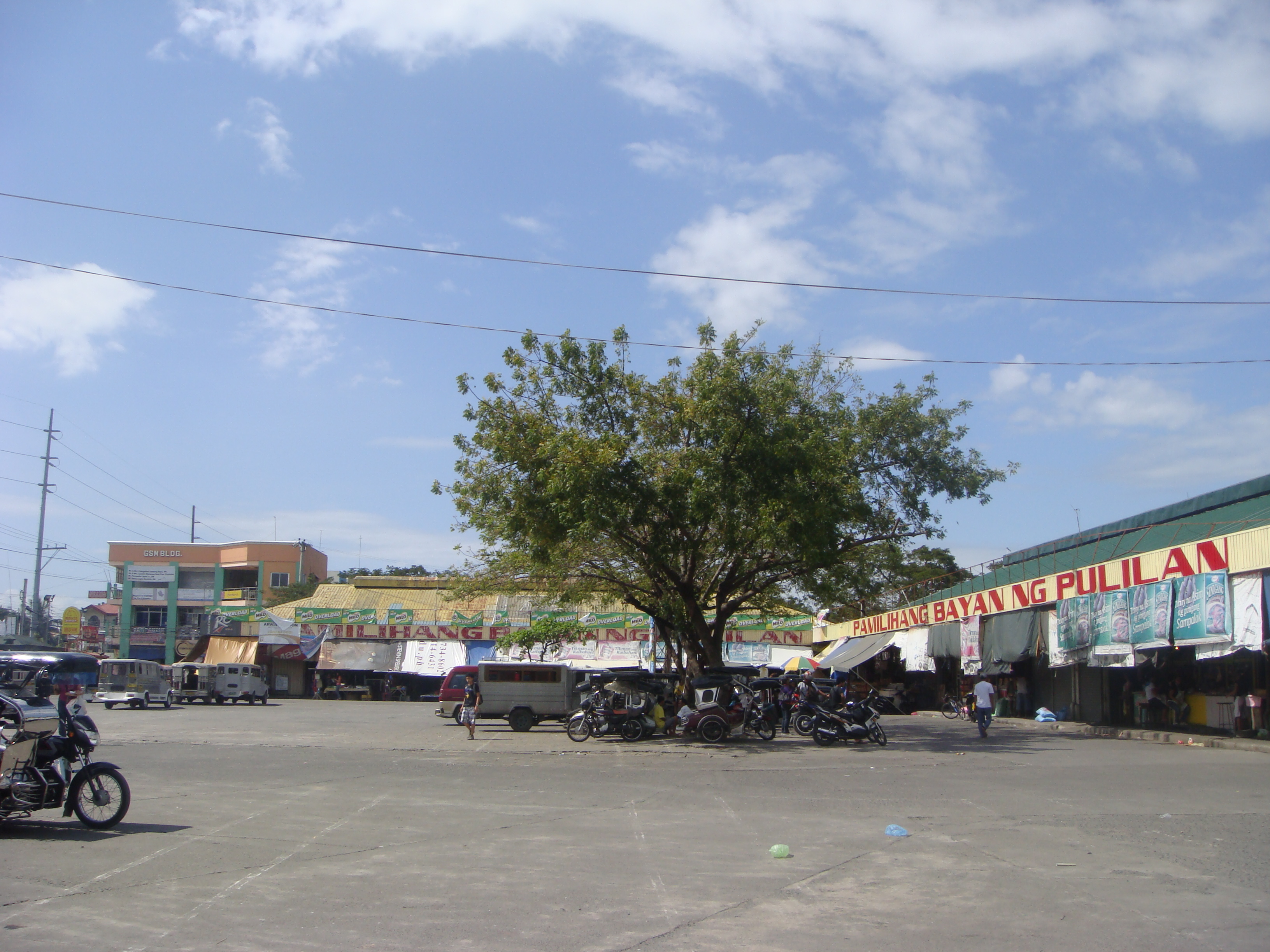
Öffentliche Markthalle (Cut-cot)
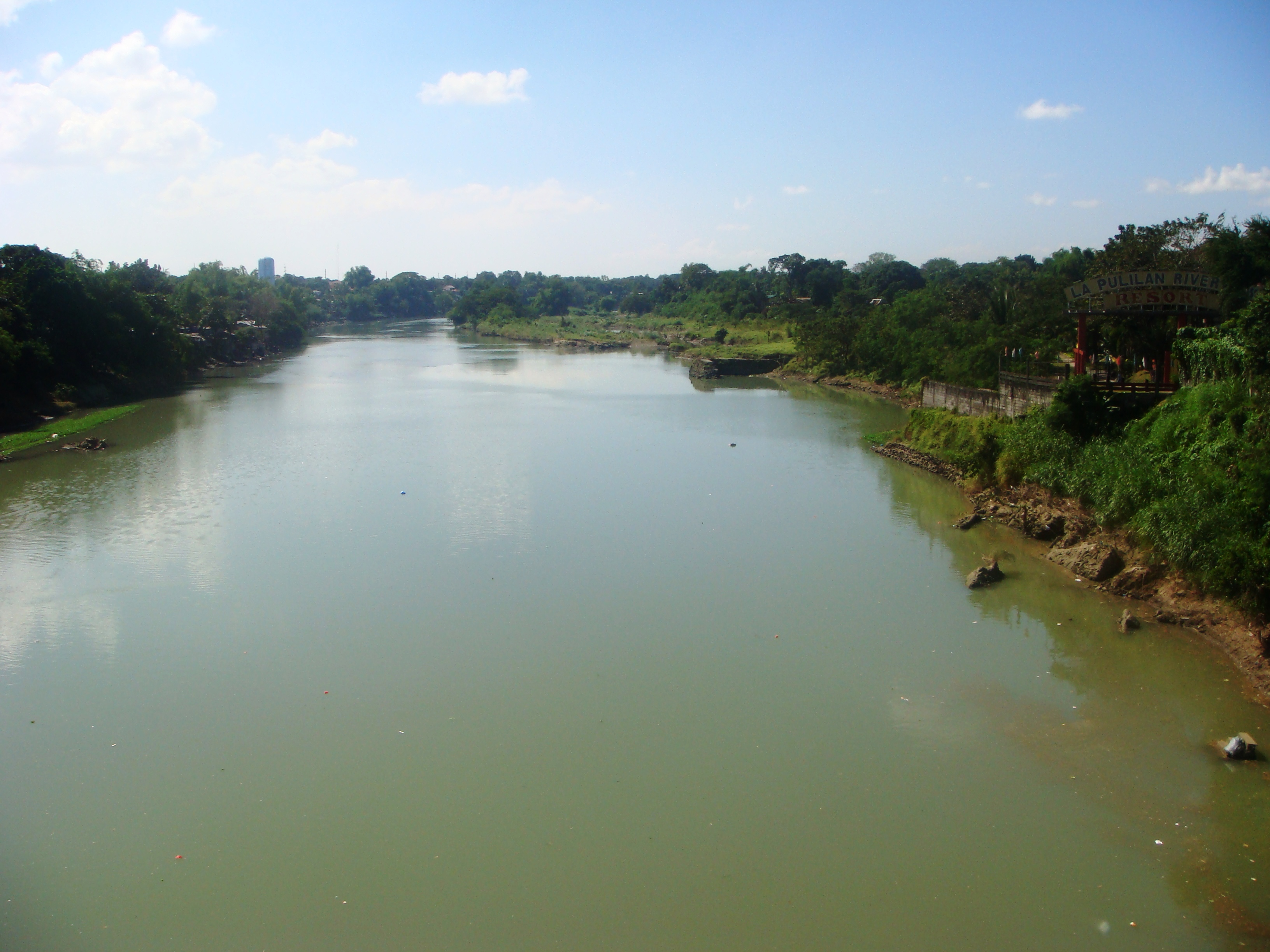
Blick auf den Angat River
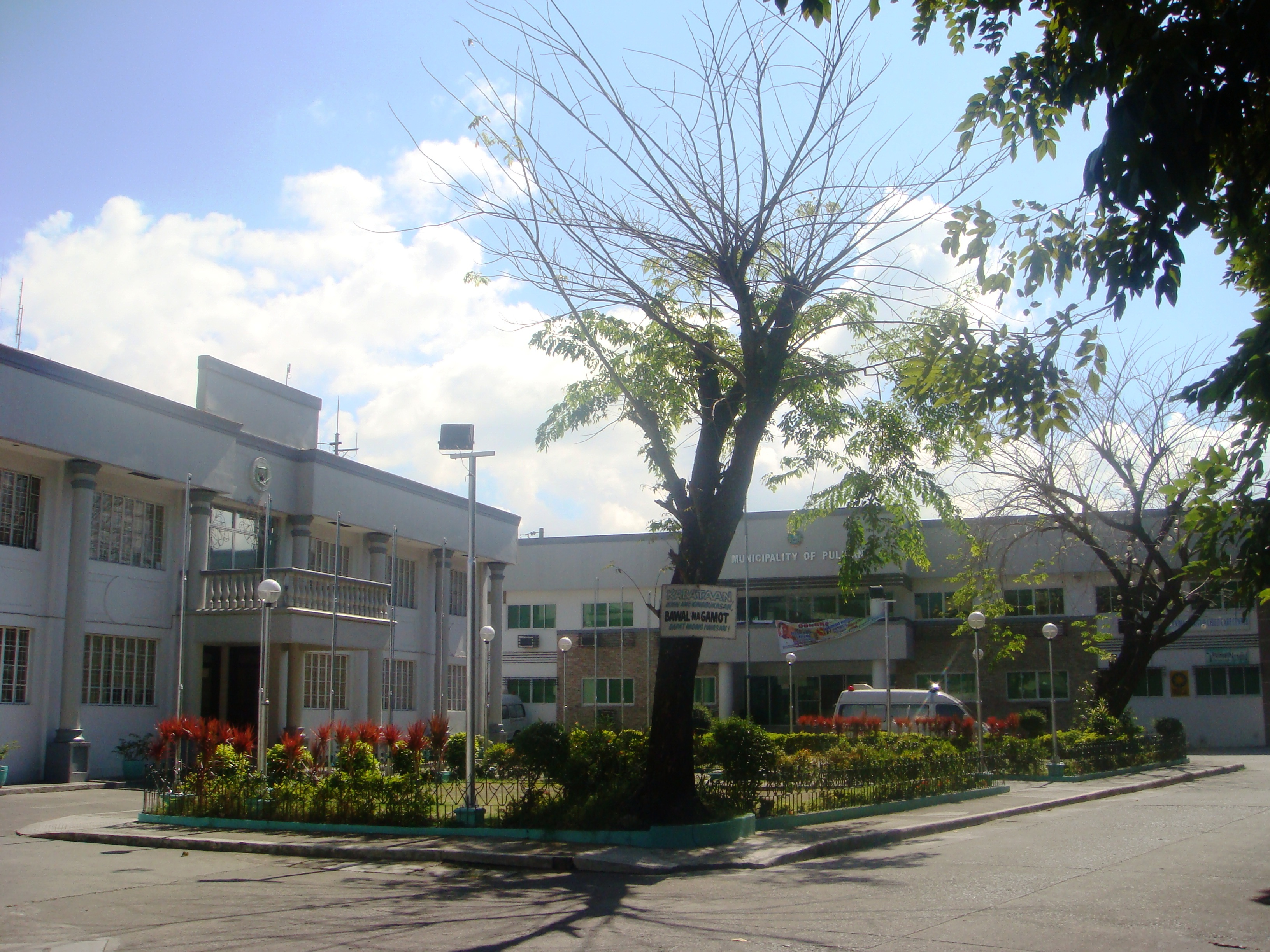
Rathaus von Pulilan
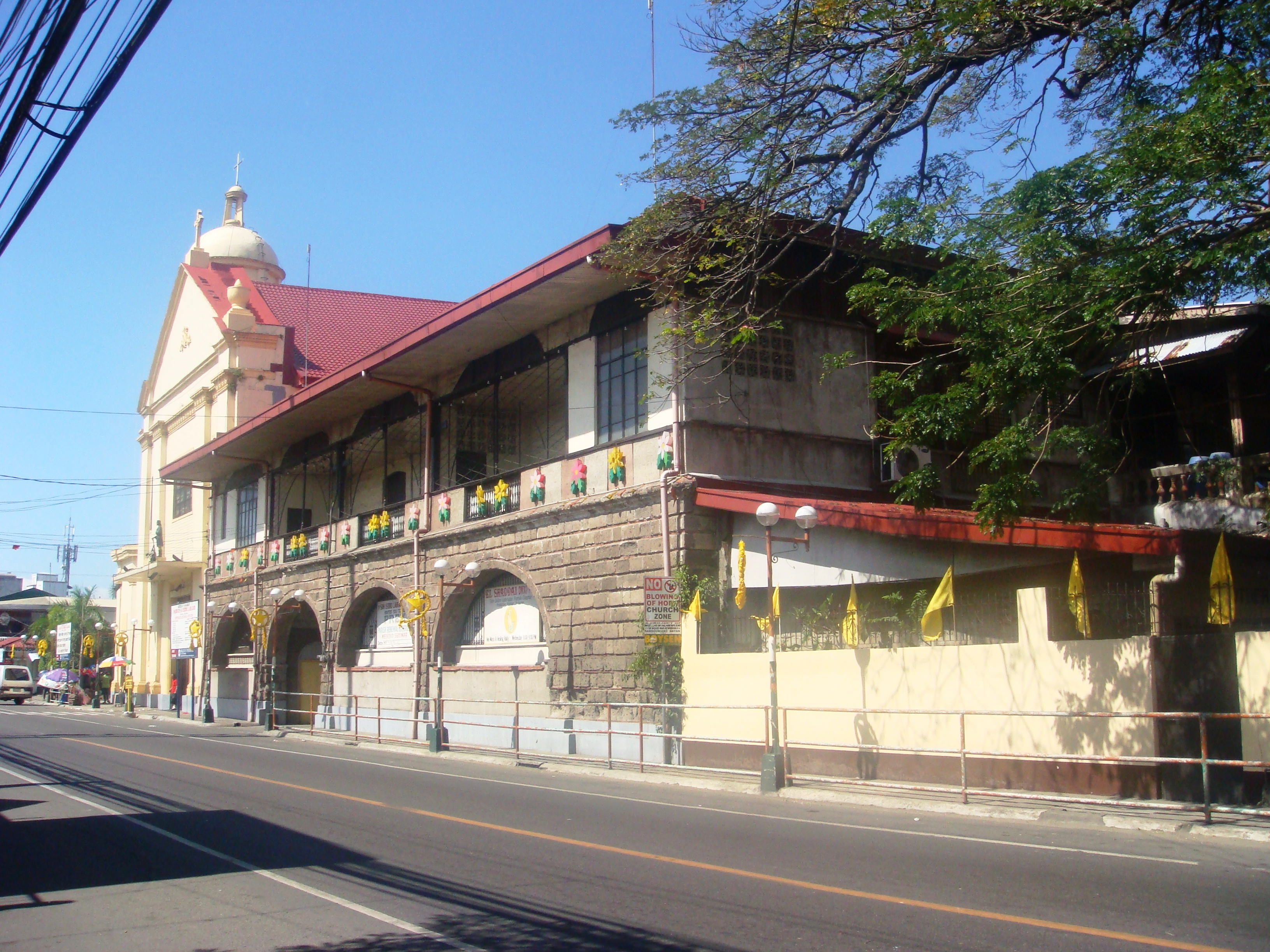
Gemeindekirche San Isidro Labrador

## Baranggays
| - Balatong A - Balatong B - Cutcot - Dampol I - Dampol II-A - Dampol II-B - Dulong Malabon - Inaon - Longos - Lumbac | - Paltao - Penabatan - Poblacion - Santa Peregrina - Santo Cristo - Taal - Tabon - Tibag - Tinejero |